# 제이콥 위속키

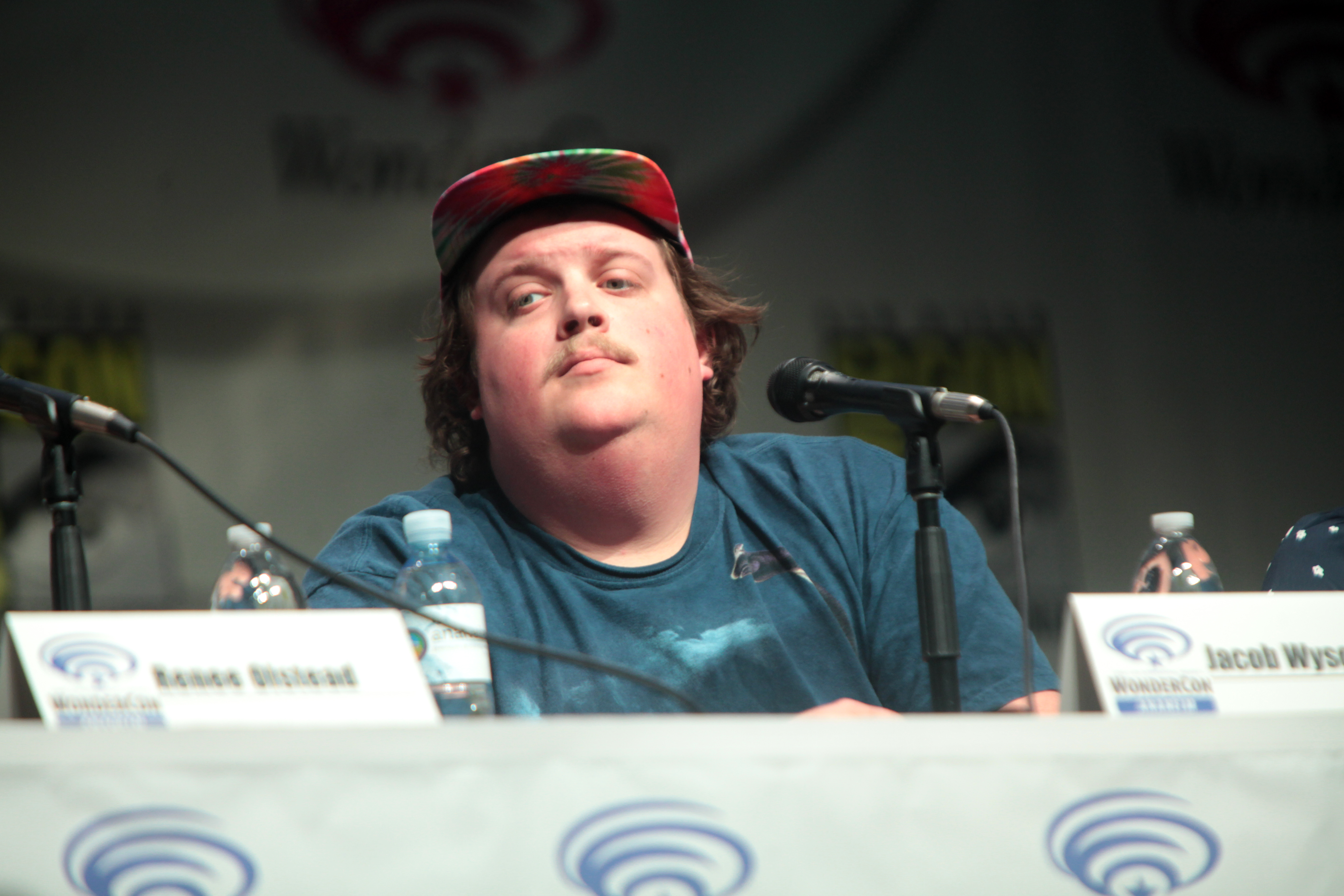

제이콥 위속키(Jacob Wysocki, 1990년 6월 20일 ~ )는 미국의 희극 배우, 텔레비전 배우이다.

## 영화
- 언프렌디드: 친구삭제 (2014년) - 켄 스미스 역
- NSFW (2013년)
- 뚱보가 세상을 지배한다 (2012년) - 트로이 역
- 렌드 미 어 웨일 (2011년) - 제이콥 역
- 바스 보이즈 코미디 (2011년)
- 테리 (2011년)
- 러핑 잇: 언 임프러바이즈드 코미디 (2010년) - 제이콥 역